# Darwen Football Club
Darwen Football Club é um clube de futebol da cidade de Darwen, Lancashire, Noroeste da Inglaterra.